# Thinlay Chukki
Thinlay Chukki (tibétain : འཕྲིན་ལས་ཆོས་སྐྱིད, Wylie : 'phrin las chos skyid) est une juriste et femme politique tibétaine.

## Biographie
Thinlay Chukki obtient son baccalauréat en droit du Sri Dharmasthala Manjunatheshwara Law College de l'université de Mangalore en Inde, puis en 2012 une maîtrise en droit spécialisée en droit des affaires de la National Law School de l'université de Bangalore. Elle est ensuite juriste d'entreprise pendant près de 5 ans pour Tata Motors. En 2018, elle obtient une maîtrise en droit de la Faculté de droit de Harvard aux États-Unis.
De 2018 à 2019, Thinlay Chukki travaille comme chercheur au bureau de l'ONU-Europe et des droits de l'homme de l'Administration centrale tibétaine à Dharamsala en Inde .
Thinlay Chukki est nommée représentante spéciale pour les droits de l'homme au Bureau du Tibet de Genève, de septembre 2019 à août 2021. 
Le 22 juin 2022, elle est nommée représentante du 14e dalaï-lama au Bureau du Tibet de Genève.